# Beaubec-la-Rosière

Beaubec-la-Rosière este o comună în departamentul Seine-Maritime, Franța. În 1 ianuarie 2022 avea o populație de 462 de locuitori.